# Domiciano Leite Ribeiro
Domiciano Leite Ribeiro, visconde com grandeza de Araxá (São João del Rei, 22 de abril de 1812 — Desengano, atual distrito de Juparanã em Valença, 12 de junho de 1881), foi um advogado, político, ministro, poeta, escritor e nobre brasileiro, agraciado com o título de Visconde de Araxá com honras de grandeza, em 1872.

## Vida
Filho natural do padre João Ferreira Leite e de Maria Ifigênia da Costa, era neto do Sargento-Mor José Leite Ribeiro, sobrinho paterno do Barão de Aiuruoca e da Baronesa de Itambé, e primo em primeiro grau do barão de Vassouras.
Começou os estudos em sua cidade natal e seguiu aos quinze anos de idade para a cidade de São Paulo onde assistiu a inauguração festiva da Faculdade de Direito em 1827, e nela matriculou-se em 1829. Formado 1833, regressou à terra, ocasião em que libertou por própria conta o escravo que tinha sido seu pagem enquanto fazia o curso de direito.
Foi nomeado juiz de Direito na cidade e eleito deputado pela província de Minas Gerais em 1840. Em 1842 participou com o Dr. Francisco de Assis Furquim de Almeida e outros rebelados, do comando da cidade de São João del-Rei pelo partido chefiado por Teófilo Ottoni, líder da Revolução Liberal.
Foi nomeado presidente da província de São Paulo em 1848. Em 1850 fixou residência na cidade fluminense de Vassouras, onde moravam diversos dos parentes. Em 1865 foi nomeado presidente da Província do Rio de Janeiro.
Pertenceu ao Conselho do Imperador e ao Conselho de Estado e era Grande do Império.
Foi o autor da redação do Manifesto Vassourense, texto famoso (de 1855) que os partidos políticos de Vassouras dirigiram ao Senado do Império contra a reforma judiciária do ministério do Marquês de Paraná, de 1854, acontecimento que ficou registrado como o Movimento de Vassouras, considerado fato marcante e luminoso na história daquela cidade.
Era o Visconde de Araxá fora da política, poeta e prosador. Colaborador de diversos jornais, escrevia no Correio Mercantil com o pseudônimo de "Poeta Vassourense" e no jornal "O Município" com o de "Macedônio" (um anagrama do prenome). Publicou em 1862 um hoje raríssimo livro, de 392 páginas, intitulado "Trovas de um quidam", que ele caprichosamente escondeu, não permitindo que fossem distribuídos, e que só foram descobertos após a morte. Também somente após a morte, que os parentes e amigos mandaram publicar, em 1883, na própria cidade de Vassouras, a obra intitulada "Reminiscências e Fantasias", prefaciada pelo primo e amigo de cinquenta anos, o Barão de São João Nepomuceno, em cujo texto tem o relato do prefaciador, de ter ouvido diversas vezes, da própria boca do Imperador Dom Pedro II, o conceito de que o Visconde de Araxá era "Um grande caráter!!". A venda da edição da obra reverteu por instrução de familiares, em benefício do Asilo Furquim.
Casou-se com a prima Mariana Jacinta da Silva Guimarães (1825 - 1880), filha do major José Bento Ferreira da Silva e Mariana Carlota Almeida Leite, e tiveram sete filhos
Faleceu fora da cidade de Vassouras, onde viveu desde 1850 e onde possuía uma grande chácara urbana, na rua que tem o nome, na ocasião em que a cidade estava sofrendo com uma epidemia da febre amarela, atendendo a recomendações do filho médico, já que se encontrava abatido pela idade e pela tristeza da viuvez recente.
Foi enterrado no cemitério da Estação do Desengano, e posteriormente transferido os restos para o Cemitério da Confraria de Nossa Senhora da Conceição de Vassouras.
Além da rua Visconde de Araxá em Vassouras, em Niterói - antiga capital fluminense - o bairro do Ingá tem outra via pública que o homenageia com o nome de "rua Presidente Domiciano".